# Przedewsie (Hołudza)
Przedewsie – część wsi Hołudza w Polsce położona w województwie świętokrzyskim, w powiecie buskim, w gminie Wiślica.
W latach 1975–1998 miejscowość administracyjnie należała do województwa kieleckiego.